# Галлимар, Гастон
Гастон Галлимар (фр. Gaston Gallimard,18 января 1881, Париж — 25 декабря 1975, Париж) — французский издатель.
Отец Гастона, Поль Галлимар, был библиофилом и сам издал несколько книг. В возрасте 27 лет Гастон создал журнал La Nouvelle Revue française.
В 1911 году вместе с Андре Жидом и Жаном Шлюмберже (Jean Schlumberger) основал издательство Éditions Gallimard. 

## Биография
Сын коллекционера живописи и владельца театра «Варьете», Гастон сам увлекался театром и в юности даже работал секретарем у драматурга Робера де Флера. В 1910 году писатели Андре Жид и Жан Шлюмберже пригласили Галлимара в качестве управляющего журнала NRF. Год спустя они решили открыть книжное издательство, чтобы публиковать полные тексты произведений, которые печатались в журнале то частями, то в сокращении. В июне 1911 года в свет вышли три первые книги нового издательства: «Заложник» Поля Клоделя, «Изабель» Андре Жида и «Мать и дитя» Шарля-Луи Филиппа. За отбор произведений и редактирование на первых порах отвечали Жид и Шлюмберже. Галлимар подписывал контракты, вел переговоры с типографиями, договаривался с книжными магазинами и вносил значительный вклад в финансирование компании.

## Память
Благодаря усилиям внука, Антуана Галлимара, имя Гастона Галлимара было присвоено в 2011 году в Париже части бывшей улицы Себастьяна Боттена, в честь основателя издательства: с 1911 года оно занимало дом № 5 по этой улице, расположенной недалеко от Сены.

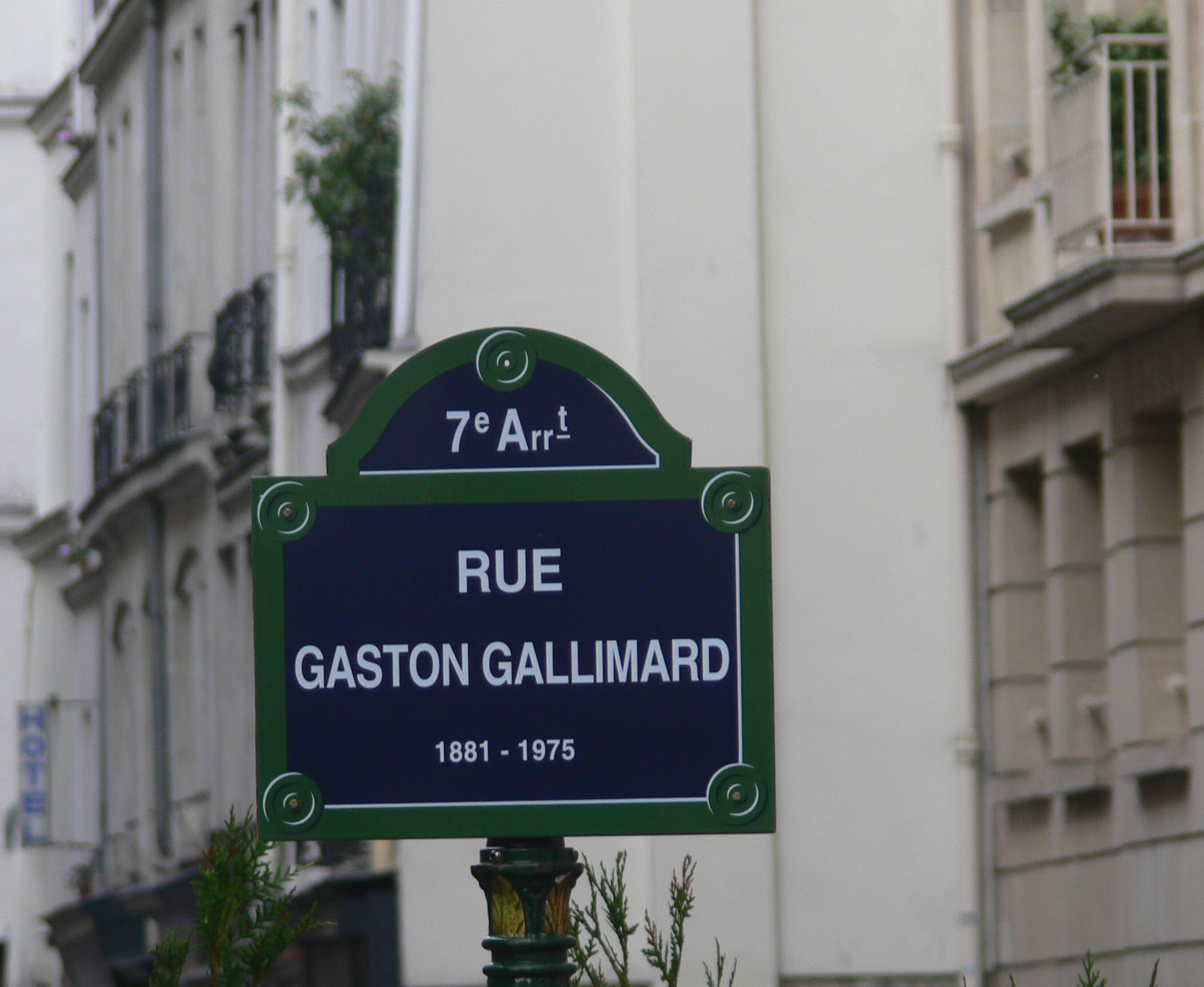
Улица Гастона Галлимара была открыта 15 июня 2011 года в Париже.